# Strips! Museum

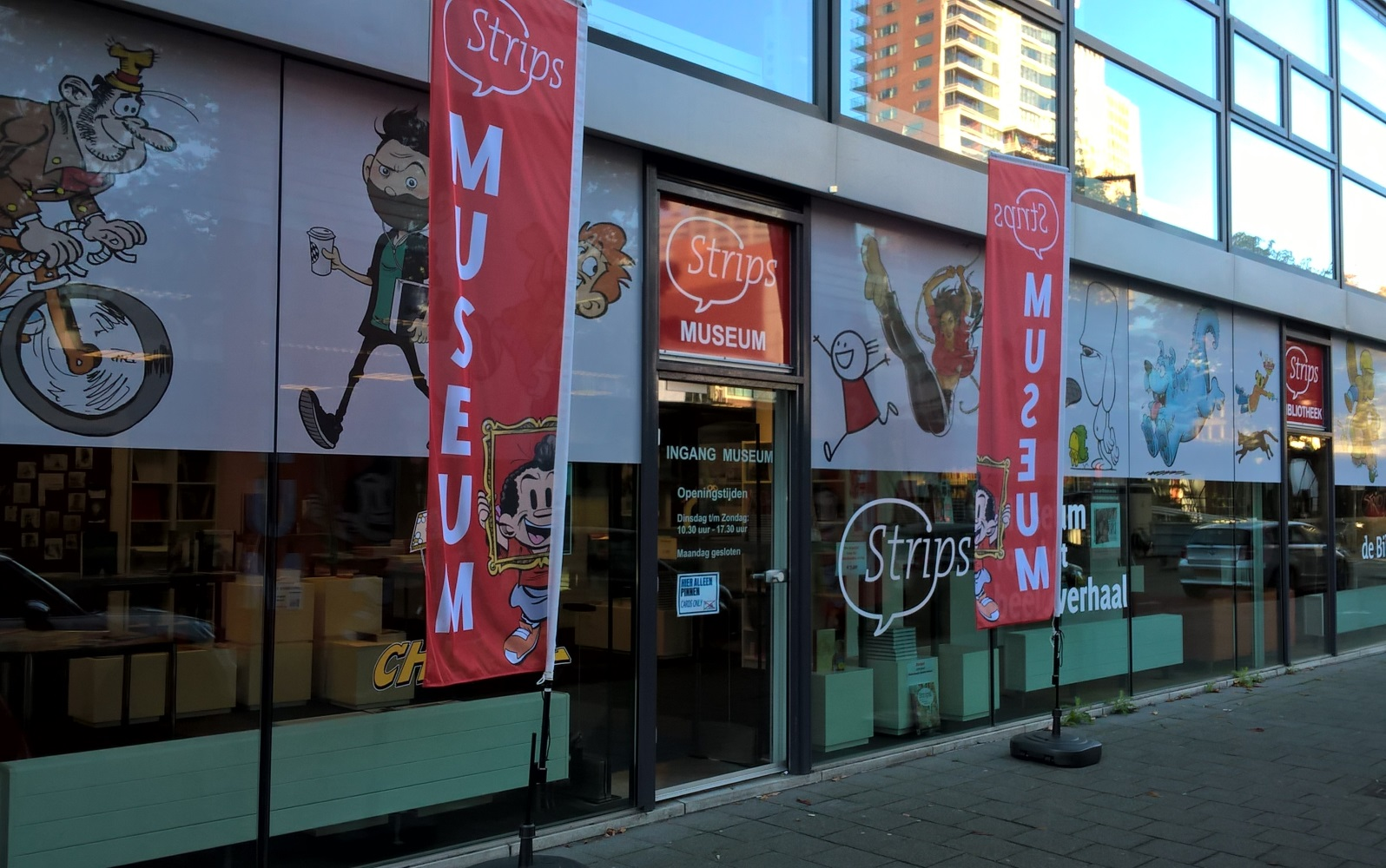
Het Strips! Museum in Rotterdam.

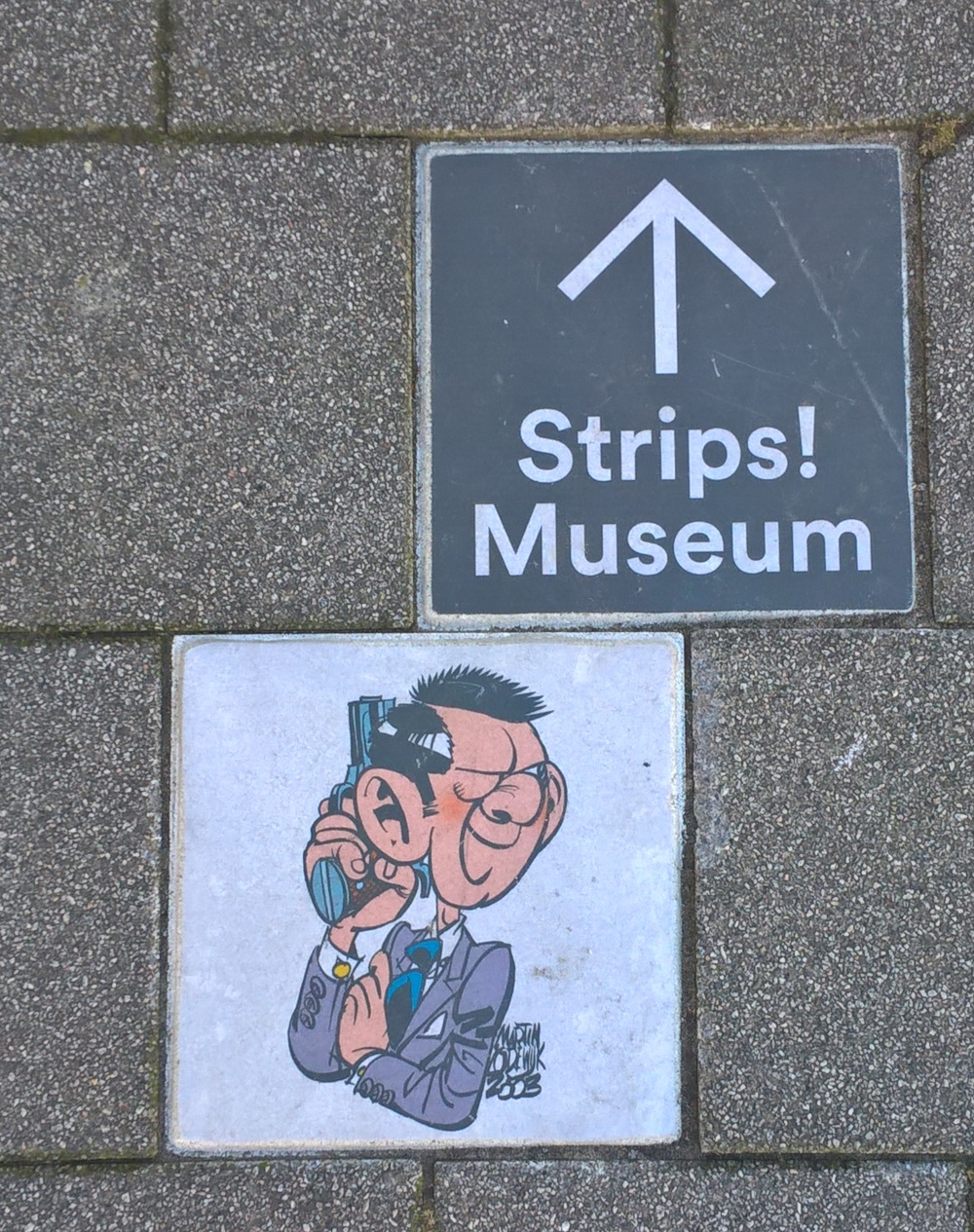
Stoeptegel als richtingaanwijzer naar het museum. Met Agent 327.

Het Strips! Museum was een museum gericht op strips, gevestigd aan de Wijnhaven in Rotterdam.

## Geschiedenis
De Stichting Strips! had in 2014 plannen een stripmuseum te vestigen in Dordrecht, maar koos uiteindelijk voor Rotterdam. 
Het Strips! Museum werd geopend op 3 september 2016.
Op 27 juli 2017 werd het museum failliet verklaard. Het verwachte bezoekersaantal van 85.000 werd niet gehaald.

## Tentoonstellingen
Naast een vaste collectie over de geschiedenis van het Nederlandse beeldverhaal organiseerde het museum tijdelijke tentoonstellingen, onder andere:
- Martin Lodewijk, stripmaker en reclametekenaar (met bijbehorend gelijknamig boek[3]) (2016)
- Tom Poes 75 jaar (met het boek Tom Poes en Heer Bommel 75 jaar literaire lotgevallen[4]) (2017)
- Donald Duck Weekblad (2017)

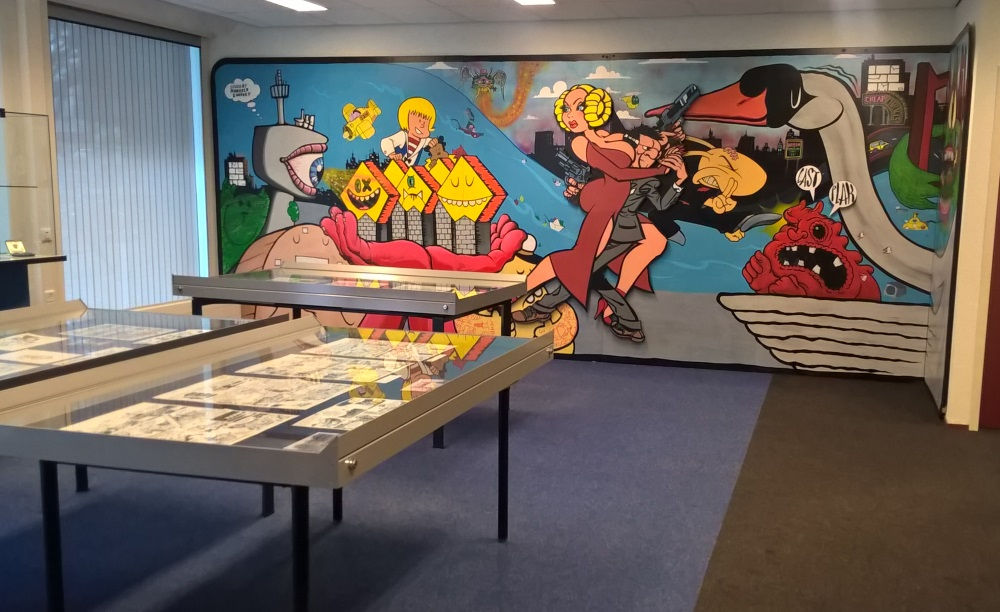
Tentoonstelling over Martin Lodewijk
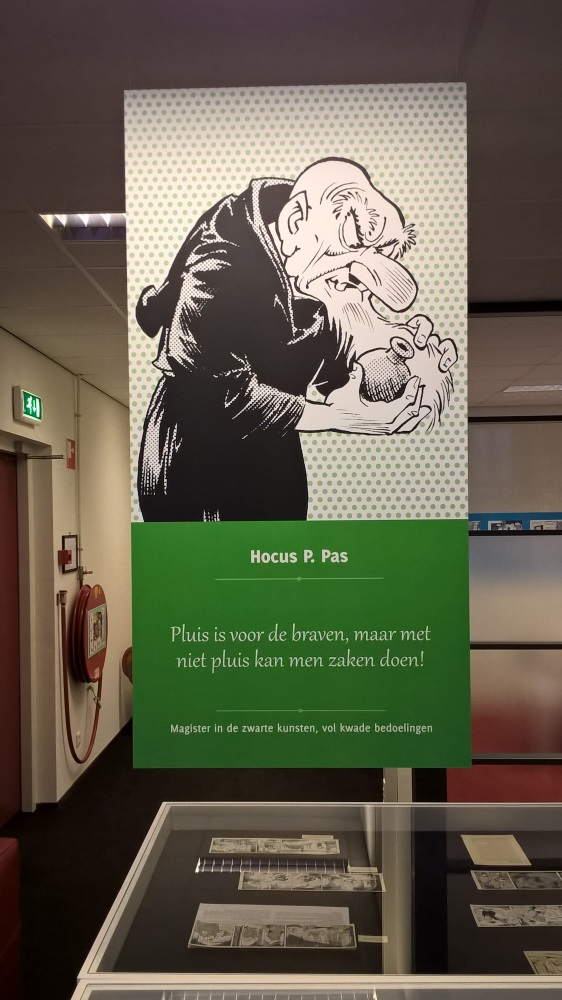
Tentoonstelling over Tom Poes 75 jaar.
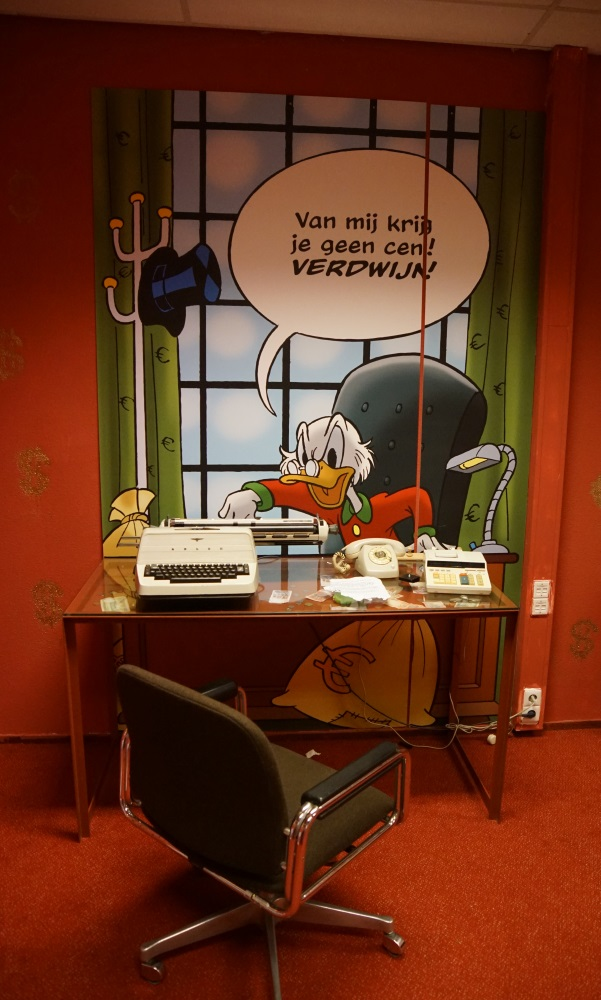
Tentoonstelling over Donald Duck Weekblad